# Yarloop
Yarloop – miasto w Australii, w stanie Australia Zachodnia.